# Хиншелвуд (лунный кратер)
Хиншелвуд (лат. Hinshelwood) — лунный кратер, расположенный на видимой стороне Луны, недалеко от северного полюса Луны. Кратер расположен между большими кратерами Пири и Эрмит, к югу от полюса. Название кратера было принято Международным астрономическим союзом и назван в честь английского химика сэра Сирила Нормана Хиншелвуда в 2009 году. 
Хиншелвуд деформирован, а его край содержит уникальные радиальные структуры, образовавшиеся в результате ударной волны и газового облака от удара, создавшего кратер. Южный край Хиншелвуда, обращенный к лунному экватору, получает относительно высокий уровень света, что делает его потенциальным местом посадки для будущих исследований Луны.